# اتحادیه فوتبال سلطنتی هلند
اتحادیه فوتبال سلطنتی هلند (هلندی: Koninklijke Nederlandse Voetbalbond) نهاد اداره‌کنندهٔ فوتبال در هلند است. این نهاد لیگ‌های اصلی فوتبال در هلند مانند لیگ برتر فوتبال هلند لیگ‌های غیرحرفه‌ای مثل جام حذفی فوتبال هلند و تیم‌های ملی مردان و زنان این کشور را سازمان‌دهی می‌کند.